# مانويلا ماليفا
مانويلا ماليفا (بالبلغارية: Мануела Малеева)‏ مواليد 14 فبراير 1967 في صوفيا، هي لاعبة كرة مضرب بلغارية سابقة بدأت مسيرتها كمحترفة سنة 1982 وكانت تلعب باليد اليمنى، اعتزلت اللعب في فبراير 1994. كما أنها إحدى بطلات الجراند سلام. أعلى تصنيف لها في الفردي كان المركز الـ 3 في سنة 1985. سبق أن شاركت في دورة الألعاب الأولمبية الصيفية وفازت بميدالية أولمبية.

## بطولات حققتها
- دورة رولان غاروس الدولية
- بطولة أمريكا المفتوحة للتنس

## النهائيات

### نهائيات البطولات الكبرى

#### الزوجي المختلط: 1 (الألقاب 1, الوصافة 0)
| الحصيلة | السنة | البطولة                     | الأرضية | الشريك      | المنافس                             | النتيجة       |
| ------- | ----- | --------------------------- | ------- | ----------- | ----------------------------------- | ------------- |
| الفوز   | 1984  | بطولة أمريكا المفتوحة للتنس | صلبة    | توم جليكسون | إليزابيث سميلي جون فيتزجيرالد (تنس) | 2–6, 7–5, 6–4 |

## الميداليات
| الميدالية | المسابقة                       |
| --------- | ------------------------------ |
| برونزية   | الألعاب الأولمبية الصيفية 1988 |

## روابط خارجية
- مانويلا ماليفا على موقع رابطة محترفات التنس (الإنجليزية)
- مانويلا ماليفا على موقع الاتحاد الدولي لكرة المضرب (الإنجليزية)
- مانويلا ماليفا على موقع كأس بيلي جين كينغ (الإنجليزية)
- مانويلا ماليفا على موقع بطولة ويمبلدون (الإنجليزية)
- مانويلا ماليفا على موقع خلاصة التنس.كوم (الإنجليزية)
- مانويلا ماليفا على موقع اللجنة الأولمبية الدولية (الإنجليزية)
- مانويلا ماليفا على موقع أوليمبيديا (الإنجليزية)